# Saurauia lanceolata
Espèce
Synonymes
- Palaua biserrata Ruiz & Pav.[2] [3]
- Palaua hirsuta Ruiz & Pav.[3]
- Palaua lanceolata Ruiz & Pav.[3]
- Saurauia biserrata (Ruiz & Pav.) Sprengel (préféré par BioLib)[3]
- Saurauia lanceolata DC.[2] [3]
- Saurauia pseudoruitziana Buscal.[2] [3]
- Saurauia ruiziana var. peduncularis Choisy[2] [3]
- Saurauia ruiziana var. weberbaueri Buscal.[3]
- Saurauia ruiziana Steud.[3]
- Saurauia scabra var. prainiana Buscal.[2] [3]

Statut de conservation UICN

 VU B1+2c : Vulnérable
Saurauia lanceolata est une espèce de plantes à fleurs de la famille des Actinidiaceae.